# 5 000 mètres masculin aux Jeux olympiques d'été de 1996
Navigation
Barcelone 1992 Sydney 2000
L'épreuve du 5 000 mètres masculin aux Jeux olympiques de 1996 s'est déroulée du 31 juillet au 3 août 1996 au Centennial Olympic Stadium d'Atlanta, aux États-Unis.  Elle est remportée par le Burundais Vénuste Niyongabo.

## Résultats

### Finale
| Rang               | Athlète           | Pays       | Temps          | Notes |
| ------------------ | ----------------- | ---------- | -------------- | ----- |
| Médaille d'or      | Vénuste Niyongabo | Burundi    | 13 min 07 s 96 |       |
| Médaille d'argent  | Paul Bitok        | Kenya      | 13 min 08 s 16 |       |
| Médaille de bronze | Khalid Boulami    | Maroc      | 13 min 08 s 37 |       |
| 4                  | Dieter Baumann    | Allemagne  | 13 min 08 s 81 |       |
| 5                  | Tom Nyariki       | Kenya      | 13 min 12 s 29 |       |
| 6                  | Bob Kennedy       | États-Unis | 13 min 12 s 35 |       |
| 7                  | Enrique Molina    | Espagne    | 13 min 12 s 91 |       |
| 8                  | Brahim Lahlafi    | Maroc      | 13 min 13 s 26 |       |
| 9                  | Shem Kororia      | Kenya      | 13 min 14 s 63 |       |
| 10                 | Fita Bayissa      | Éthiopie   | 13 min 18 s 30 |       |
| 11                 | Ismaïl Sghyr      | Maroc      | 13 min 22 s 89 |       |
| 12                 | Gennaro Di Napoli | Italie     | 13 min 28 s 36 |       |
| 13                 | Reda Benzine      | Algérie    | 13 min 42 s 34 |       |
| 14                 | Stephane Franke   | Allemagne  | 13 min 44 s 64 |       |
| 15                 | Aissa Belaout     | Algérie    | 14 min 06 s 52 |       |

## Légende
Records et Performances
- AR : Record continental (area record)
- CR : Record des championnats (championship record)
- MR : Record du meeting (meet record)
- NR : Record national (national record)
- OR : Record olympique (olympic record)
- PR : Record paralympique (paralympic record)
- PB : Record personnel (personal best)
- SB : Meilleure performance personnelle de la saison (season's best)
- WL : Meilleure performance mondiale de l'année (world leader)
- WJR : Record du monde junior (world junior record)
- WR : Record du monde (world record)

Circonstances et Conditions
- DNF : N'a pas terminé (did not finish)
- DNS : N'a pas pris le départ (did not start)
- DQ : Disqualification (disqualification)
- NM : Aucun essai valable enregistré (No Mark)
- Q : Qualifié « directement » au prochain tour (ou à la prochaine compétition), lors d'une compétition majeure, grâce au classement ou à la réalisation des minima (automatic qualifier)
- q : Qualifié au prochain tour (ou à la prochaine compétition), lors d'une compétition majeure, grâce au repêchage ou à la réalisation de l'une des meilleures performances parmi celles des « non qualifiés directement » (grâce au meilleur temps ou à la meilleure distance par exemple) (secondary qualifier)